# Московко Іван Іванович
Іван Іванович Московко (1892, містечко Ямпіль, тепер селище Сумської області — ?) — молдавський радянський діяч, уповноважений Народного комісаріату заготівель СРСР по Молдавській РСР. Член ЦК КП(б) Молдавії в 1941—1949 роках. Депутат Верховної Ради Молдавської РСР 1-го скликання.

## Біографія
Народився в родині робітника. Освіта початкова.
З 1908 до 1919 року працював робітником різних підприємств, був робітником та слюсарем цукрового заводу.
З 1919 до 1920 року служив у Червоній армії, учасник громадянської війни в Росії.
У 1920—1923 роках — начальник будівництва у місті Шахти на Донбасі.
З 1923 до 1933 року перебував на роботі в органах державної безпеки СРСР (ОДПУ).
Член ВКП(б) з 1926 року.
У 1933—1935 роках — заступник голови міської ради.
У 1935—1940 роках — районний уповноважений Народного комісаріату землеробства Молдавської АРСР. 
З 16 квітня до вересня 1940 року — уповноважений Народного комісаріату заготівель СРСР по Молдавській АРСР.
У вересні 1940 — липні 1941 року — уповноважений Народного комісаріату заготівель СРСР по Молдавській РСР.
Подальша доля невідома.